# Tzipi Livni
Tzipora Malka "Tzipi" Livni (hebreiska: ציפי לבני), född 8 juli 1958 i Tel Aviv, är en israelisk politiker och ledamot av Knesset sedan 1999.  2006-2009 innehade hon posten som utrikesminister, efter att tidigare ha innehaft poster som bland annat jordbruks- och justitieminister. Tzipi Livni var tidigare medlem av högerpartiet Likud, men gick 2005 över till det nybildade mittenpartiet Kadima.
Den 21 september 2008 valdes hon till partiledare för Kadima och efterträdde därmed den tidigare partiledaren Ehud Olmert.
I valet till Knesset den 10 februari 2009 erhöll Kadima under hennes ledning 29 mandat (24%) och blev oväntat parlamentets största parti. I de regeringsförhandlingar som vidtog avsade sig Livni medverkan i den Likud-ledda regering som Benjamin Netanyahu bildade. Då Kadima avstod från regeringsmedverkan tackade i stället Arbetarepartiet ja till att ingå i denna, där partiordföranden, Ehud Barak, fortsatte som försvarsminister (vilket han även varit under premiärminister Olmert, Kadima).
Tzipi Livni är sedan 2013 ledare för det liberala partiet Hatnuah. Hon efterträddes som utrikesminister av Avigdor Lieberman.
Tzipi Livni är dotter till Eitan Livni.
Livni har varit vegetarian sedan 12 års ålder.